# Loteshwar
Loteshwar ou Khari-no-timbo est un village et un site archéologique se rattachant à la civilisation de la vallée de l'Indus. 
Il est situé dans la taluka de Sali, dans le district de Patan de l'État du Gujarat, en Inde. Il présente un des plus anciens sites mésolithiques de la région, avec des niveaux datant de 8000 avant J.-C. et une activité continue pendant plus de 5000 ans, puis une culture monolithique avec un grand nombre d'outils microlithiques, enfin une culture de type Harappéenne.
Ce site est également connu localement sous le nom de Khari-no-timbo, il se trouve sur une haute dune stabilisée sur la rive gauche de la rivière Khari, un affluent de la rivière Rupen qui se déverse dans le Rann de Kutch,.

## Archéologie

### Fouilles du site mésolithique
Les fouilles archéologiques de 2009 à Loteshwar ont mis au jour l'un des premiers sites mésolithiques de l'ouest de l'Inde, avec des niveaux contenant des preuves par datation au carbone 14 d'une activité humaine depuis 8000 ans avant J.-C. ainsi que des preuves d'utilisation continue d'outils microlithiques s'étalant sur plus de 5000 ans. Ces résultats semblent démontrer une présence humaine stable et à long terme dans la région, apportant de nouvaux renseignements sur les premiers modèles de peuplement en Asie du Sud,.

### Fouilles des cultures monolithique et Harappa
Le département d'archéologie et d'histoire ancienne de l'Université M.S. de Baroda effectue des fouilles sur le site de Loteshwar entre 1990 et 1991. Les fouilles archéologiques mettent au jour deux périodes culturelles différentes, la « période I » appartenant à la culture monolithique et la « période II » appartenant à une culture en rapport avec la culture Harappa.

#### Période I
La « période I » de Loteshwar, de culture monolithique, est attestée par un gisement de 60 cm d'épaisseur sur une dune ; elle livre un grand nombre d'outils microlithiques, des sortes de palettes plates en grès, des meules et des pierres à marteau. Les divers outils sont fabriqués en chert, en jaspe, en agate et en quartz. Deux sépultures de cette période sont également retrouvées.

#### Période II
La « période II » de Loteshwar est représentée par une couche de 80 cm de dépôts, mais les dépôts liés aux habitations sont d'environ 20 à 25 cm d'épaisseur. Un grand nombre de fosses, mesurant de 0,5 m à 2 m de diamètre pour 0,5 m à 2 m de profondeur, sont toutes remplies de terre cendrée, de tessons de poterie, d'ossements d'animaux et d'autres matériaux de moindre importance. La signification de ce grand nombre de fosses n'est pas entièrement comprise.
Le lot des poteries retrouvées sur le site de Loteshwar est dominé par la céramique rouge granuleuse et la céramique rouge, qui se rapprochent en forme et en style à la poterie similaire trouvée à Nagwada et à la céramique rouge grossière et à la poterie polychrome trouvées à Surkotada. La céramique rouge est généralement bien cuite et fabriquée à partir d'argile fine.

#### Artéfacts
Les artéfacts découverts sont principalement des bols et des pots décorés en nuances de noir et de rouge sur fond crème ou blanc, de la faïence rouge grossière et de la faïence grise avec des motifs incisés, des débris de terre cuite de type pincé, des morceaux de type mushtika, des micro-perles de stéatite, des perles d'agate, des perles de cornaline, des perles d'amazonite, etc.. Les objets en terre cuite trouvés sur le site comprennent une figurine, des bracelets, des morceaux d'argile avec des impressions de roseau, etc.

### Culture
Les céramiques trouvées à Loteshwar, distinctes de la poterie Amri-Nal, sont associées à la tradition Anarta. Elles sont de nature différente de celles de la période Harappa ancienne et suggèrent une activité artisanale de fabrication de poterie plus ancienne dans cette région. La technique en crête pour la production des lames est absente à Loteshwar. Loteshwar présente deux séquences culturelles distinctes, l'une mésolithique et l'autre chalcolithique. Le site présente un dépôt chalcolithique très peu épais témoignant d'environ 2000 ans d'occupation qui pourrait n'être que saisonnière. Il comporte plusieurs fosses de diamètre variable, mais sans autre structure. Après la longue période d'occupation chalcolithique, des moutons et des chèvres sont introduits pour l'élevage.

### Autres constatations
Les autres observations effectuées à Loteshwar sont une grande quantité de restes funéraires sous forme de restes squelettiques d'animaux terrestres comme des moutons, des chèvres et des bovins ainsi que des poissons et des tortues.

## Autres lieux d'intérêt
Loteshwar comporte aussi un temple avec un réservoir, Loteshwar Kund, en face, appelé pretgaya. Une célébration annuelle, à laquelle participent des milliers de pèlerins, se tient ici à Phagun vad Amavasya, en mars et avril. La croyance est qu'un bain dans la piscine et certaines cérémonies religieuses font fuir les mauvais esprits et, en même temps, procurent la liberté, le mukti et l'absorption dans l'éternel Brahma.